# Kolopopo
Kolopopo ist ein Dorf im Distrikt Muʻa im Königreich Uvea, welches als Teil des französischen Überseegebiets Wallis und Futuna zu Frankreich gehört. Es ist das kleinste der insgesamt zehn Dörfer im Distrikt Muʻa und ist nicht eindeutig von den umliegenden Dörfern abgegrenzt.

## Lage
Kolopopo liegt an der dichter besiedelten Südküste des Distrikts Muʻa im Süden der Insel Uvea, die zu den Wallis-Inseln gehört. Nördlich des Dorfes befindet sich Halalo, östlich liegt Teʻesi.